# Żabiru czerwononogi
Żabiru czerwononogi (Ephippiorhynchus asiaticus) – gatunek dużego ptaka z rodziny bocianowatych (Ciconiidae). Występuje w Azji Południowej i Południowo-Wschodniej, na Nowej Gwinei i w Australii. Bliski zagrożenia.

## Taksonomia
Gatunek formalnie opisał po raz pierwszy w 1790 John Latham. Swój opis zamieścił w drugim tomie Index ornithologicus, gdzie przydzielił żabiru czerwononogiemu nazwę Mycteria asiatica. Za miejsce pozyskania holotypu podał Indie (szczegółowa lokalizacja niewzmiankowana). Wcześniej opisał ptaka w Supplement to the General Synopsis of Birds (1787) pod nazwą „Indian Jabiru”. Obecnie (2021) IOC umieszcza ptaka w rodzaju Ephippiorhynchus jako E. asiaticus i jeden z dwóch gatunków. Wyróżniono dwa podgatunki.
Niektórzy autorzy (np. Legge w Birds of Ceylon, Hume w Nest and Eggs of Indian Birds czy Sharpe w Catalogue of Birds in the British Musem) stosują synonim Xenorhynchus asiaticus, umieszczając ptaka w monotypowym rodzaju Xenorhynchus Bonaparte, 1855. Wykazuje podobieństwa wobec żabiru afrykańskiego (E. senegalensis) pod kątem gniazdowania, zachowania i morfologii, co wskazuje na słuszność obecnej klasyfikacji, gdzie oba gatunki należą do jednego rodzaju.

## Podgatunki i zasięg występowania
IOC wyróżnia następujące podgatunki:
- E. a. asiaticus  – żabiru czerwononogi[3] – Indie po Półwysep Malajski i Wietnam
- E. a. australis   – żabiru australijski[3] – Nowa Gwinea, północna i wschodnia Australia

Status ptaka w różnych krajach zmieniał się na przestrzeni lat. Do lat 70. XX w. żabiru czerwononogi gniazdował w Pakistanie w delcie Indusu, będąc ogólnie pospolitym w południowym stanie Sindh. Obecnie jedynie zalatuje. W nepalskim Teraju lęgowy; niekiedy rzadki gość w trakcie zimowania. W Indiach szeroko rozprzestrzeniony, jednak według danych z 2003 lokalny; w południowej części kraju przypuszczalnie nieobecny w większości dawnych miejsc występowania. Do Bhutanu i Bangladeszu zdaje się jedynie zalatywać. Na Cejlonie mniej niż 50 osobników osiadłych, głównie na suchych nizinach. W Mjanmie rzadki. Niegdyś gniazdował na południu Laosu, poza tym zalatywał, obecnie skrajnie rzadki. Regularnie stwierdzany w Kambodży, gniazduje. W Indonezji występował na Wyspach Sundajskich, gdzie wymarł, natomiast w południowej Papui obecna jest populacja licząca ponad 650 ptaków. W Wietnamie brak obserwacji od 1987, z wyjątkiem dwóch ptaków stwierdzonych w 2003 na terenie PN Yok Don.
Żabiru czerwononogi zasiedla rozległe mokradła, także okolice rzek, starorzecza, laguny, podmokłe obszary trawiaste, zalewy, jeziora powstałe poprzez zmianę koryta rzeki (billabong). Niekiedy pojawia się na obszarach zalewowych, kiedy akurat są suche, na nawadnianych polach uprawnych lub terenach trawiastych z otwartymi zadrzewieniami. Rzadki na wybrzeżu, spotykany w namorzynach, na plażach, słonych mokradłach i obszarach pokrytych naniesionym przez wodę błotem.
Pewien osobnik będący uciekinierem z niewoli, mimo że żył na bagnach Everglades (Floryda, USA) zachowywał się podobnie, co dzikie ptaki we właściwym zasięgu: przez większość roku pozostawał mniej więcej w jednej okolicy, zaś w trakcie pory suchej udawał się na oddalone o 30 km głębsze wody.

## Morfologia
Długość ciała w przedziale 110–137 cm; ptak stojąc osiąga 129–150 cm wysokości. Wymiary szczegółowe (ptaki obu płci, n=4): długość skrzydła 488–625 mm, dzioba 288–300 mm, ogona 235–250 mm, skoku 313 mm. Rozpiętość skrzydeł wynosi 190–218 cm.
Większą część wierzchu ciała – od tyłu szyi po obszar górnych pokryw nadogonowych – porastają białe pióra. Biała barwa charakteryzuje również pokrywy skrzydłowe małe, tworzące barwną plamę na skrzydle. Pokrywy skrzydłowe średnie i duże, podobnie jak i najbardziej wewnętrzne lotki II rzędu, pióra optycznie „u góry” skrzydła (scapulars) oraz sterówki cechuje barwa czarna. Skrzydełko czarne, lotki I rzędu i pióra na krawędzi skrzydła białe. Na czarnych piórach dostrzec można metaliczną opalizację: na głowie i szyi niebieskozieloną, na szyi bliższą purpurze, zaś na potylicy i karku brązowo-fioletową. Spód ciała, w tym pokrywy podskrzydłowe, czysto biały. Dziób czarny, nogi czerwone. Samce zauważalnie większe. Prócz tego występuje u nich brązowa tęczówka, natomiast u samic – żółta.

## Zachowanie
Na dietę składają się w większości ryby, w tym węgorzokształtne i sumokształtne. Prócz tego zjada płazy, węże, młode żółwie, słodkowodne żółwie i ich jaja, kraby, skorupiaki wodne, chrząszcze i inne stawonogi. Może łapać inne ptaki, jak perkozki zwyczajne (Tachybaptus ruficollis) i łyski (Fulica atra); połyka je w całości. Węże są przez żabiru przebijane dziobem lub zabijane uderzeniami o twardą powierzchnię. Zwykle E. asiaticus szuka pożywienia w płytkiej wodzie do około 50 cm głębokości. Czasami zamiera w bezruchu, innym razem niezgrabnie biega lub skacze celem złapania ofiary. W PN Kakadu obserwowano te ptaki, gdy układały na wybrzeżu zbudowaną z segmentów (filamentous) roślinność wodną celem zwabienia małych ryb.
W locie żabiru czerwononogi trzyma szyję wyprostowaną, nogi wysunięte w tył, w trakcie lotu wykonuje 167 uderzeń skrzydłami na minutę. Klekocze, na gnieździe odzywa się chrząknięciami, prócz tego wydaje z siebie stłumione dudnienie. Zwykle przebywa parami lub w pojedynkę; także w grupach rodzinnych z potomstwem. Rzadko w stadach; w Australii stada pojawiają się częściej niż w Indiach, ale za to na wspomnianym obszarze cechuje je mniejszy rozmiar (do 15 osobników wobec 17 w Indiach). Żerujące osobniki mogą bronić głębszych miejsc w wodzie przed osobnikami swojego gatunku albo innymi ptakami wodnymi, jak czaple.

## Lęgi

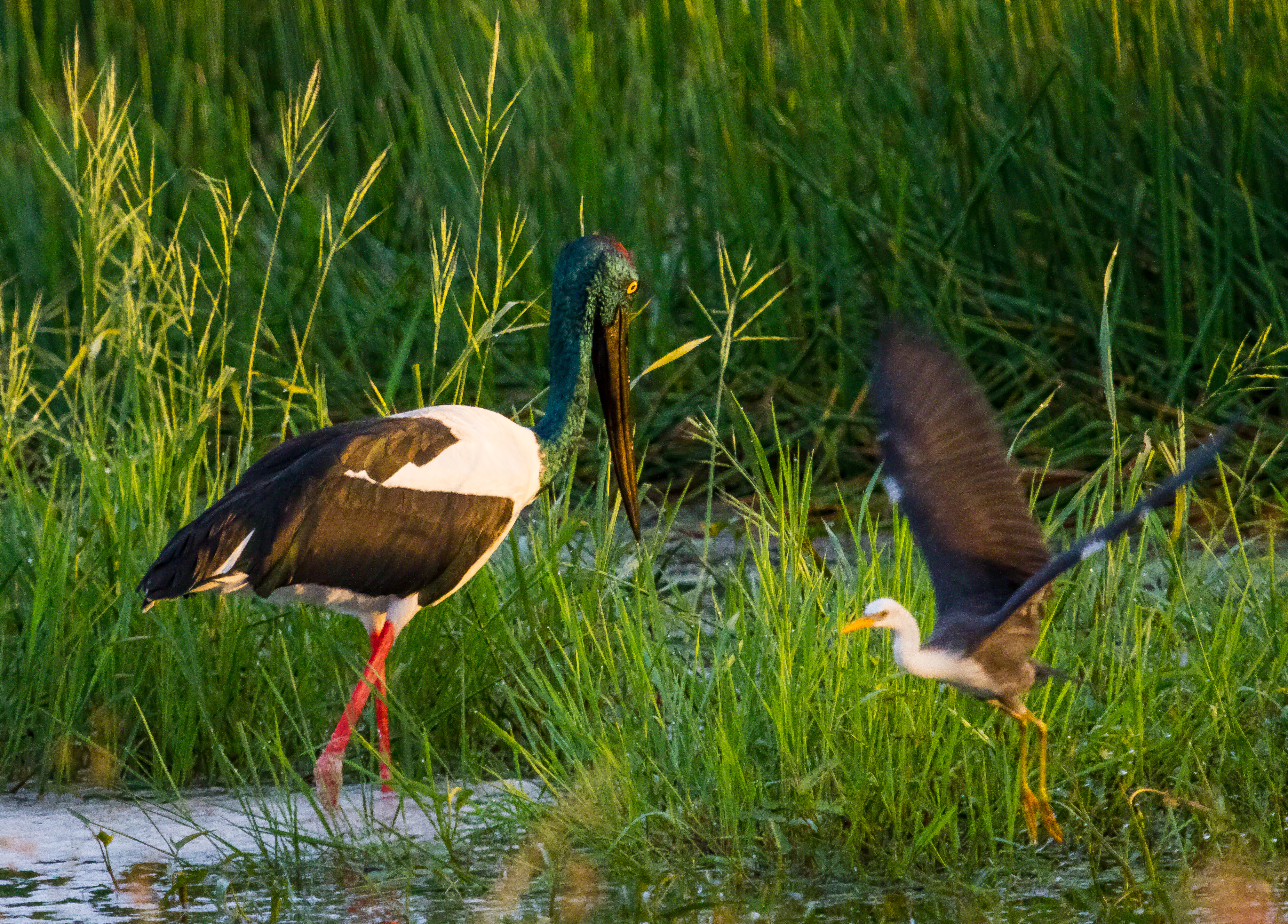
Samica, Terytorium Północne. Na prawo od żabiru młoda czapla srokata, Egretta picata, wzbijająca się do lotu

Gniazduje od kwietnia do czerwca w Australii, od sierpnia do czerwca w Indiach. Gniazduje na drzewach. Buduje gniazdo o średnicy bliskiej 2 m i głębokości 1 m, 6–25 m nad ziemią. Do drzew, na których odnaleziono konstrukcje tego ptaka, należą Acanthocephalus kadamba, Ficus religiosa, Bombax malabarica i Delbergia sissoo. W Australii napotykano gniazda na eukaliptusach, Nauclea orientalis i przedstawicielach Melaleuca. W budowie trwającej niekiedy ponad miesiąc uczestniczą oba ptaki z pary. Drzewo przeznaczone na gniazdo powinno być wysokie i w miarę odizolowane od innych ze względu na duże rozmiary tego gatunku ptaka. Ptaki łączą się na lata, niekiedy na całe życie (w niewoli te żabiru dożywają 34 lat). Występuje ceremonia powitalna: obaj partnerzy stają naprzeciw siebie z rozpostartymi skrzydłami, wykonując nimi poziome ruchy; do tego klekoczą. Takie zachowania są rzadko obserwowane, niekiedy mają miejsce poza gniazdem.
Kopulacja trwa 15 do 32 sekund (4 obserwacje). W jej trakcie samiec klekocze i delikatnie porusza skrzydłami, aby utrzymać równowagę, a samica trzyma skrzydła częściowo lub całkowicie rozłożone. W zniesieniu przeciętnie 2–3 jaja (zakres 2–5). Ich wymiary to 67–76 na 51–57 mm. Średnia masa dla 50 zbadanych jaj wynosi 115 g. Mają kształt szerokiego owalu. Początkowo skorupka biała, matowa; po kilku dniach od roślinności wyściełającej gniazdo przybiera żółtawy kolor. Młode pokrywa szary puch, okres inkubacji nie jest znany. Młode są w pełni opierzone po 100–115 dniach, jednak nadal domagają się karmienia przez rodziców.

## Status i zagrożenia
IUCN od 2000 uznaje żabiru czerwononogiego za gatunek bliski zagrożenia (NT, Near Threatened); wcześniej, od 1988 klasyfikowano go jako gatunek najmniejszej troski (LC, Least Concern). Wedle szacunków z 2006 populacja podgatunku nominatywnego liczy blisko 10 tys. osobników, zaś do lęgów przystępuje blisko 20 tys. ptaków podgatunku australis; daje to łączną populację liczącą około 31 tys. ptaków. Do zagrożeń przyczyniających się do zmniejszania liczebności należy osuszanie terenów podmokłych, rozwój rolnictwa, zaprzestanie istnienia (z różnych przyczyn) drzew stanowiących potencjalne miejsce na gniazdo, nadmierne rybołówstwo i wypas zwierząt gospodarskich, kłusownictwo i odłów dzikich ptaków celem sprowadzenia ich do ogrodów zoologicznych. Populacja azjatycka maleje, australijska zdaje się być stabilna.
BirdLife International wymienia 14 ostoi ptaków IBA, w których występuje żabiru czerwononogi. Jest to m.in. Park Narodowy Bardia i PN Ćitwan (Nepal) oraz sztuczne jezioro Argyle (Australia).